# Francisco Rodríguez Valderrama
Francisco Rodríguez Valderrama (Madrid, 17 d'abril de 1940) és un polític alacantí nascut a Madrid, diputat en la primera legislatura de les Corts Valencianes.

## Biografia
Va estudiar a l'Institut Jorge Juan d'Alacant i es graduà com a professor mercantil a l'Escola Mercantil d'Alacant. El 1970 va treballar com a director comercial a Manufacturas Saguntinas, però el 1979 ho deixà per treballar com a assessor fiscal. En 1976 es va afiliar al PSPV-PSOE, del que en 1979 fou secretari general de l'executiva local d'Alacant. També fou president de la gestora que va dirigir el PSPV després de la dimissió de l'executiva presidida per Joan Baptista Pastor Marco en juny de 1979, i en 1982 fou secretari comarcal del PSPV a l'Alacantí.
Fou elegit diputat a les eleccions a les Corts Valencianes de 1983. De 1983 a 1987 fou president de la Comissió de Coordinació, Organització i Règim de les Institucions de la Generalitat Valenciana i de la Comissió de la Sindicatura de Comptes.
En 1985 va ser nomenat president de la Caixa d'Estalvis Provincial d'Alacant i n'era president quan es va fusionar amb la Caixa d'Estalvis del Mediterrani en 1992.